# SLNS Sayurala (2016)
SLNS Sayurala số hiệu P623 (Sayurala, nghĩa tiếng Anh là: Sea Waves) là soái hạm hiện đại của Hải quân Sri Lanka.
Tháng 2 năm 2014 hợp đồng đã được Chính phủ Sri Lanka và Nhà máy đóng tàu Goa ký kết đóng hai tàu tuần tra ngoài khơi xa (AOPV) cho Hải quân Sri Lanka và việc sản xuất tàu AOPV đầu tiên bắt đầu vào ngày 15 tháng 5 năm 2014. Đặt lườm của tàu này đã được đặt vào ngày 10 tháng 9 năm 2014 và được hạ thủy vào ngày 10 tháng 6 năm 2016.
SLNS Sayurala trở thành nền tảng hoàn toàn mới đầu tiên, được mua từ một nhà chế tạo tàu nước ngoài, được thiết kế cho các yêu cầu cụ thể của Hải quân Sri Lanka. Tàu đã được Tổng thống Sri Lanka ủy nhiệm vào ngày 2 tháng 8 năm 2017. Con tàu có tổng chi phí lên tới 74 triệu đô la Mỹ.

## Thiết kế và phát triển
Lớp tàu Saryu là những chiếc tàu tiên tiến nhất do GSL xây dựng về mặt thiết kế, hiệu suất và chất lượng. Các tàu đã được thiết kế bởi đội ngũ thiết kế của GSL. Việc xây dựng tàu lớp tàu đầu tiên Saryu đã mất ba năm rưỡi.

## Hoạt động
"Sayurala" dự kiến sẽ tiến hành tuần tra, điều tra, trinh sát, tìm kiếm và cứu hộ cứu nạn và các nhiệm vụ kiểm soát ô nhiễm ở các vùng biển của Sri Lanka. Hơn nữa, nó cũng có thể được sử dụng cho các nhiệm vụ chữa cháy bên ngoài.
Sau khi Hải quân Sri Lanka nhận được con tàu, nó đã được trang bị vũ khí đánh chặn của Israel. Mặc dù tàu có khả năng trang bị vũ khí 76 mm, Hải quân có thể quyết định sử dụng hệ thống MBL (Burlab Racket Launchet).

## Thuyền trưởng
Viên sĩ quan hải quân Sri Lanka đầu tiên lên thuyền trưởng là Nishantha Amarosa.